# Ouaoumana
Ouaoumana (franska: Ouaoumana (CR), Ouaoumana (Commune Rurale), arabiska: كروشن) är en kommun i Marocko.   Den ligger i provinsen Khénifra och regionen Béni Mellal-Khénifra, i den nordöstra delen av landet, 170 km sydost om huvudstaden Rabat. Antalet invånare är 7 846.